# Augustin und Matthäus Terwesten

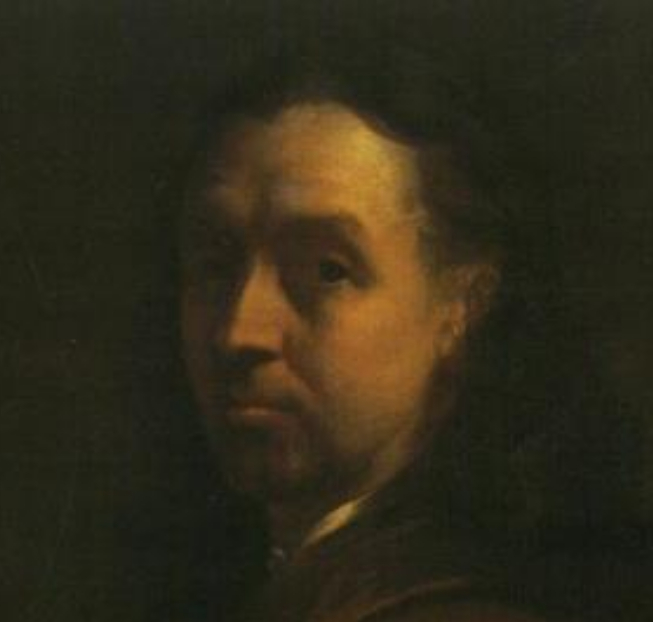
Augustin Terwesten, Selbstporträt, um 1690

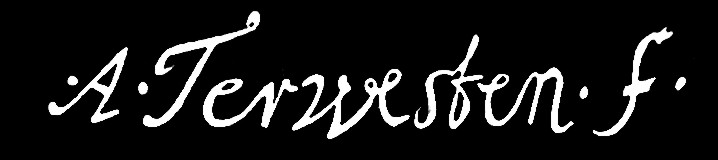
A. Terwesten, Signatur

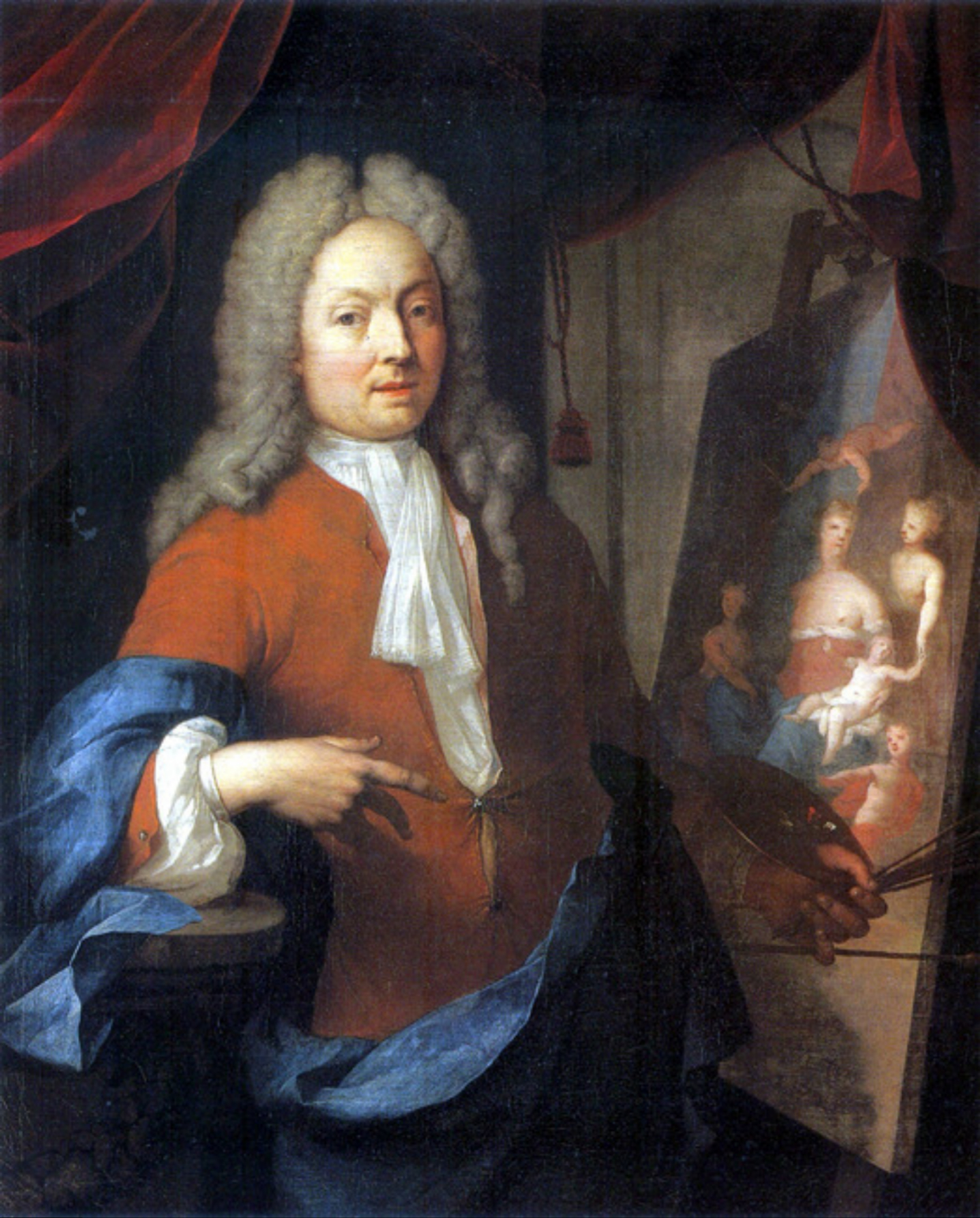
Matthäus Terwesten, Selbstporträt, 1724

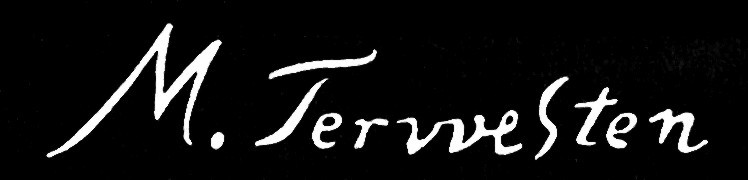
M. Terwesten, Signatur

Die Brüder Augustin (* 4. Mai 1649 in Den Haag; † 21. Januar 1711 in Berlin) und Matthäus (* 23. Februar 1670 in Den Haag; † 11. Juni 1757 in Den Haag) Terwesten waren niederländische Barockmaler, die besonders für mythologische und allegorische Deckengemälde gefragt waren. Beide, vor allem aber Augustin Terwesten, lebten und arbeiteten zeitweilig in Berlin. Als preußische Hofmaler waren sie an der Ausgestaltung der Innenräume verschiedener Berliner Schlösser beteiligt. Im Zweiten Weltkrieg und in den darauf folgenden Jahren gingen diese Gemälde fast ausnahmslos verloren.

## Die kunsthistorische Situation
Die erste Hälfte des 17. Jahrhunderts wird als Goldenes Zeitalter der Niederlande bezeichnet. Die sieben protestantischen Nordprovinzen hatten sich 1581 von Spanien losgesagt und eine bürgerliche Ständerepublik gegründet. Maler wie Rembrandt, Vermeer, Ruisdael und Frans Hals schufen Genrebilder, Porträts und Landschaften, in denen mit Bezügen zum bürgerlichen Alltag die Wertvorstellungen der jungen Republik zum Ausdruck gebracht wurden. Dieses Konzept wurde als patriotische Norm einer großen Zeit verstanden, abweichende oder spätere Kunstäußerungen schätzte man kaum. Maler des späten 17. und beginnenden 18. Jahrhunderts wie Augustin und Matthäus Terwesten wurden schon bald der Verfallskunst zugerechnet, in der die ursprünglichen, holländischen Werte zugunsten eines internationalen Stils verloren gingen. Diese Sichtweise beeinflusste die Kunstgeschichte bis weit ins 20. Jahrhundert und sorgte dafür, dass holländische Maler jenseits des Goldenen Zeitalters entweder nicht beachtet oder nicht angemessen gewürdigt wurden. Nicht zuletzt wegen dieser Einschätzung blieben auch in Holland nur wenige Arbeiten der Brüder erhalten.

## Augustin Terwesten

### In Den Haag
Beide Eltern der Brüder Terwesten waren deutscher Herkunft. Der Vater, Hans Jacob Terwesten oder Zurwesten, wurde in Augsburg geboren und arbeitete zunächst dort als Goldschmied. Die Mutter Catharina stammte aus Berlin. Beide heirateten 1648 in Den Haag. Aus der Ehe gingen zehn Kinder hervor, drei Söhne und zwei Töchter blieben am Leben. Augustin Terwesten war der älteste Sohn. In der Werkstatt des Vaters erlernte er die Gravur- und Goldschmiedekunst sowie das Modellieren in Wachs. Es folgten zwei Lehrjahre bei dem Historienmaler Nicolaes Wieling (1640–1678), der 1667 Hofmaler des Großen Kurfürsten in Berlin wurde. Der nächste Lehrmeister war Willem Doudijns (1630–1697), ein Spezialist für Deckengemälde und große Historienbilder, er hatte zwölf Jahre in Rom gelebt und war von den italienischen Meistern beeinflusst. 1672 brach Augustin zu einem längeren Auslandsaufenthalt auf. In Rom schulte er sich an den antiken Skulpturen und an den Arbeiten von Raffael und wurde Mitglied der Bentvueghels, einer Gruppe von niederländischen Künstlern in Rom. Über Venedig, Frankreich und England kehrte er 1678 zurück nach Den Haag. Während der ganzen Reise entstanden zahlreiche Zeichnungen, aber auch Wanddekorationen und Deckengemälde. In Paris lernte er die 1646 gegründete „Académie royale de peinture et de sculpture“ (Königliche Akademie für Malerei und Bildhauerei) kennen, eine Erfahrung, die bei der Gründung der Kunstakademien in Den Haag und Berlin hilfreich war. Zum Gesamtwerk von Augustin Terwesten gehörten Hunderte Zeichnungen von anatomisch schwierigen Posen, die als Studienblätter bei der Ausbildung von Studenten Verwendung fanden.
Nach seiner Rückkehr malte er in den 1680er Jahren in Den Haag und anderen niederländischen Städten zahlreiche Wand- und Deckenbilder, die zum größten Teil verloren sind. Als sie aus der Mode kamen, wurden sie vielfach entfernt oder anderswo angebracht, der Urheber geriet dabei in Vergessenheit. Mehrere Bilder, die einst Augustin zugeschrieben wurden, gelten heute als Arbeiten seines Bruders Matthäus. Augustin Terwesten war neben seinem Lehrer Doudijns wesentlicher Initiator der Zeichenakademie in Den Haag. Fünf Mitglieder einer Bruderschaft von Malern, der Confrerie Pictura, gründeten 1682 die Haagsche Teekenacademie. Terwesten gehörte zum Führungsgremium, den Regenten, und war mehrmals Direktor der Institution; zu dessen Aufgaben gehörte es, dem jeweiligen Modell, das gezeichnet werden sollte, die Pose vorzugeben. Acht Jahre nach ihrer Gründung verließ Terwesten die Akademie, um nach Berlin zu gehen.

### In Berlin

#### Die ersten Jahre
Durch seine Bilder und als Mitbegründer der Haager Akademie war Augustin Terwesten überregional bekannt geworden. 1690 erhielt er einen Ruf nach Berlin und siedelte sich mit Mutter und Schwestern dort an; sein Vater war 1680 gestorben. Am 12. April 1692 wurde er formell als Hofmaler des Kurfürsten Friedrich III., des späteren Königs Friedrich I. in Preußen angestellt. Dabei verpflichtete er sich, wie üblich, „…insonderheit für den Kurfürsten allein und sonsten niemand, es wäre denn mit Spezialpermission (= besonderer Erlaubnis) […] etwas zu verfertigen“. Der Umbau des Berliner Stadtschlosses war noch nicht beendet, mit dem Bau des Schlosses Charlottenburg (damals noch Lietzenburg) wurde erst 1695 begonnen – das geplante Programm repräsentativer Wand- und Deckengemälde konnte noch nicht in Angriff genommen werden. So ließ der Kurfürst seinen Hofmaler anweisen, interessierten jungen Künstlern Unterricht im Malen und Zeichnen zu erteilen; dafür erhielt er Kost- und Lehrgeld. An der Gründung der Berliner Akademie der Künste im Jahre 1696 war Augustin Terwesten maßgeblich beteiligt. Nach dem Willen des Landesherrn sollte sie eine „Hohe Kunst Schul oder Kunst Universität, gleich denen wohlgeordneten Academien zu Rom und zu Paris“ werden. In sechs Federzeichnungen skizzierte Augustin um 1694 seine Ideen für die Räume der Akademie, für ihre Ausstattung und die verschiedenen Stadien der Ausbildung. Nach Genehmigung durch den Kurfürsten wurden diese Vorschläge realisiert. Terwesten war einer der Lehrer der Akademie, die er später für fünf jeweils einjährige Wahlperioden auch leitete.

#### Die Deckenbilder

##### Schloss Oranienburg

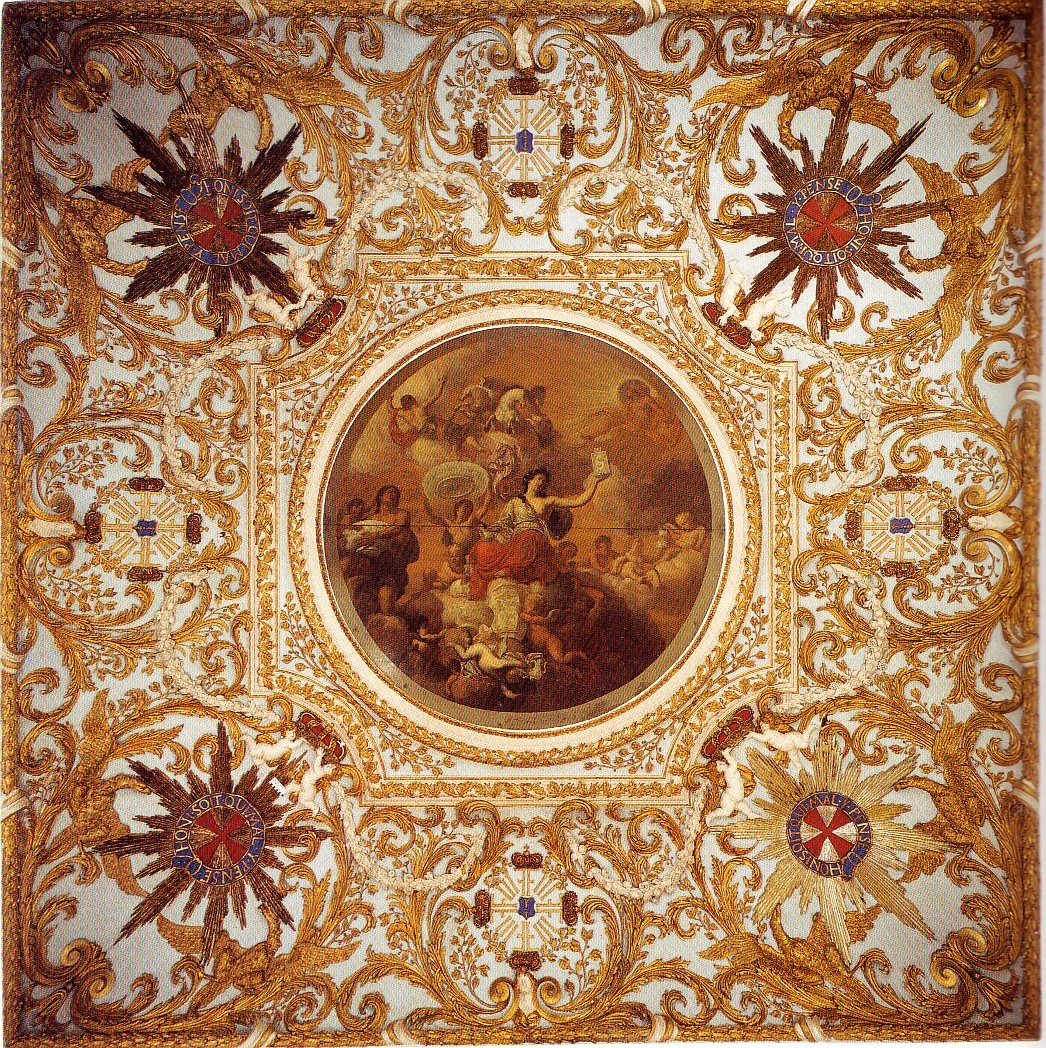
A. Terwesten: „Einführung des Porzellans…“, Schloss Oranienburg

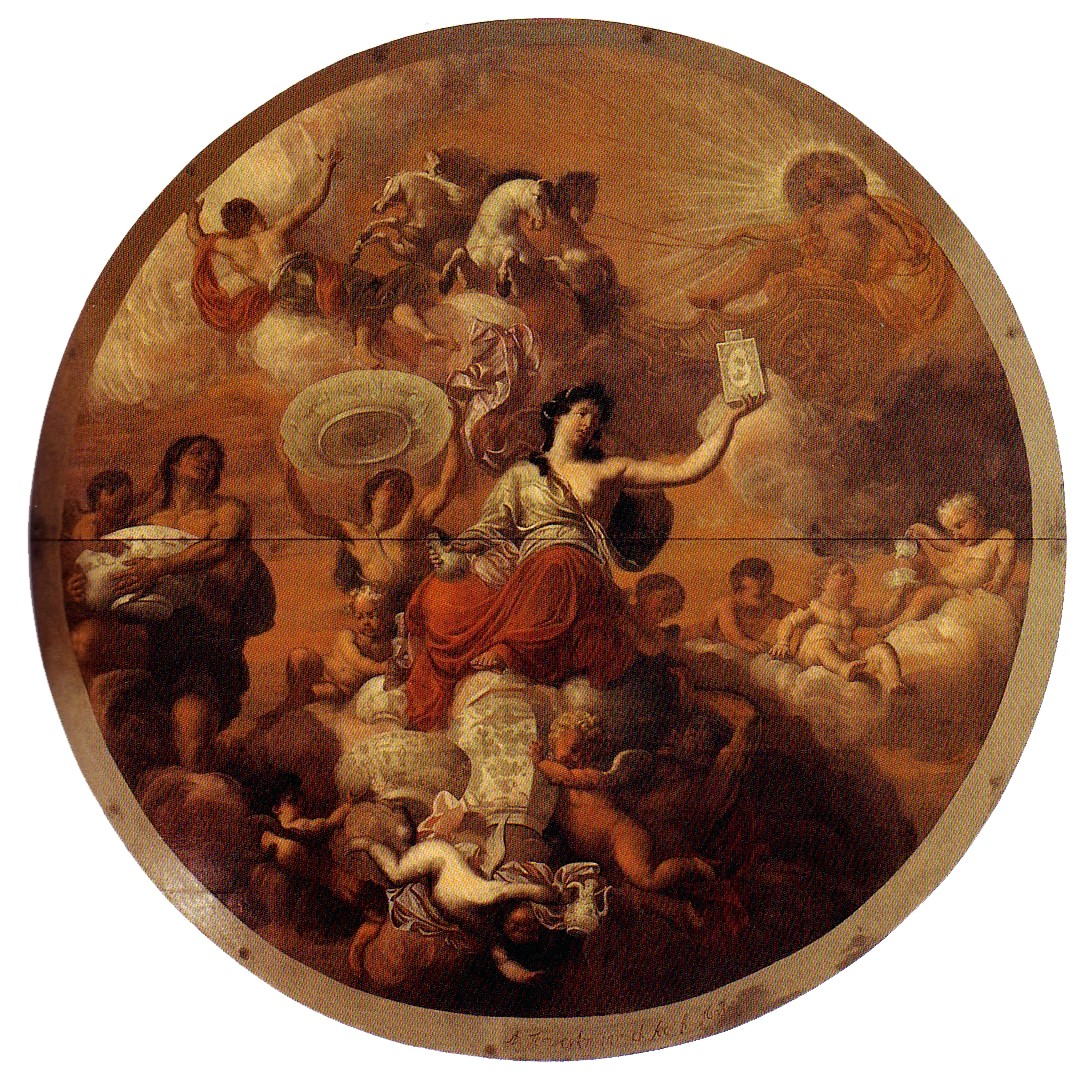
„Einführung des Porzellans…“, Schloss Oranienburg

Das erste nachweisbare und zugleich das einzige in Berlin und Umgebung erhaltene Deckengemälde Augustin Terwestens ist die „Allegorie auf die Einführung des Porzellans in Europa“ im ehemaligen Porzellankabinett des Schlosses Oranienburg, datiert von 1697. Schon der Große Kurfürst Friedrich Wilhelm und seine Frau hatten eine umfangreiche Sammlung von chinesischem und japanischem Porzellan erworben und in einem speziellen Raum, der Porzellankammer, zur Schau gestellt. Ihr Sohn, Kurfürst Friedrich III., ließ in einem Erweiterungsbau des Schlosses ein prächtiges neues Kabinett dafür einrichten. Die Decke war reich mit vergoldeten Stuckornamenten verziert, darin eingelassen war das runde Gemälde von Augustin Terwesten, zwei Halbkreisformate in Öl auf Leinwand gemalt. Diese Anordnung entsprach der Tradition des 17. Jahrhunderts, als man Deckengemälde wie Tafelbilder in die dekorative Gesamtgestaltung der Decken einfügte. Nach 1700 wurde es üblich, dass ein Deckengemälde als „barocker Himmel“ den ganzen Raum überspannte; im Berliner Stadtschloss arbeitete auch Augustin Terwesten auf diese Weise.

##### Schloss Charlottenburg
Zwischen 1695 und 1699 wurde der Mitteltrakt des Schlosses Lietzenburg erbaut, als Sommerresidenz der Kurfürstin Sophie Charlotte – nach ihrem Tod wurde das Schloss nach ihr benannt. Die Brüder Terwesten statteten das neue Gebäude mit Deckengemälden in vier Wohnräumen und einem Treppenaufgang aus. Ihre Bilder waren die ersten, die im Schloss entstanden. Thematisch orientierte sich die Maler an Motiven der antiken Mythologie – Amor und Psyche, Merkur und Psyche, Apoll und Venus, Jupiter und Apoll, Apoll und die Musen. Das Schema der Decken war, mit Ausnahme des Treppenhauses, gleichartig: ein farbiges Mittelfeld in Stuckornamentik eingepasst, umgeben von vier oder acht separaten Bildfeldern in Grisaillemalerei. Verbürgt ist, dass die Brüder in Charlottenburg zusammenarbeiteten; ihr Anteil an einzelnen Bildern lässt sich nicht eindeutig feststellen. Sicher ist auch, dass Augustin Terwesten den Hauptteil der Arbeit leistete. Für die zuweilen geäußerte These, Augustin hätte die Mittelbilder gemalt, sein jüngerer Bruder und ehemaliger Schüler Matthäus die eher untergeordneten seitlichen Bildfelder, gibt es keinen schlüssigen Beweis. Im Zweiten Weltkrieg wurden zwischen 1943 und 1945 mit weiten Gebäudeteilen des Schlosses auch die Bilder der Brüder Terwesten zerstört.

##### Berliner Stadtschloss
Der Architekt und Bildhauer Andreas Schlüter leitete um 1700 den Umbau des Berliner Stadtschlosses zum barocken Königsschloss. Schon 1699, im Stadium des Rohbaues, legte er für die Deckenmalereien sowohl die Inhalte als auch die Grundzüge der Entwürfe fest; der König akzeptierte das Programm. Die vorgesehenen Maler, alle Mitglieder der Kunstakademie, erhoben Einwände gegen die genauen Vorgaben, konnten sich aber nicht durchsetzen. Augustin Terwesten gehörte zu den wichtigsten Deckenmalern im Schloss, sein Bruder Matthäus war offenbar nicht beteiligt. Anders als im Sommerschloss Lietzenburg/Charlottenburg hatten die Allegorien hier in der Residenz der Hohenzollern nicht nur mythologische, sondern zum Teil auch politische Inhalte, etwa in Terwestens „Verherrlichung des preußischen Wappens“ und ähnlichen Darstellungen in den Repräsentationsräumen des Königs. Eher unpolitisch waren seine Deckengemälde in einer ganzen Reihe weiterer Räume. Das letzte von Augustin Terwesten signierte und 1704 datierte Bild befand sich in einem Raum, der rund zweihundert Jahre später Kaiser Wilhelm II. als Arbeitszimmer diente. Die Deckengemälde Augustins im Berliner Stadtschloss existieren nicht mehr. Das Schloss war im Zweiten Weltkrieg, von Bomben getroffen worden und ausgebrannt. Die stabile und teilweise gut erhaltene Ruine wurde 1950 auf Beschluss der Behörden der DDR gesprengt und beseitigt.
Augustin Terwesten hat nie geheiratet. Er starb am 21. Januar 1711 in Berlin; seine Mutter erhielt ein Sterbegeld aus der Staatskasse.

## Matthäus Terwesten

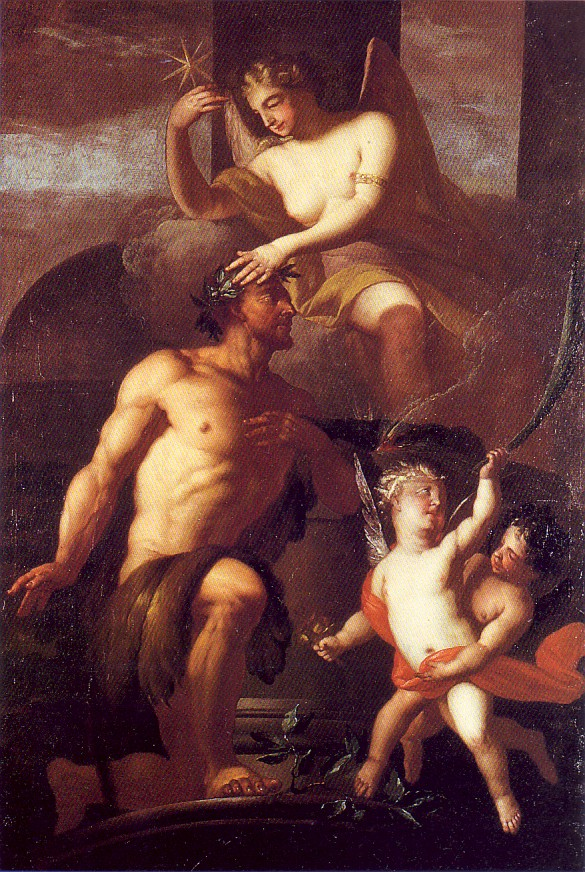
M. Terwesten: „Herkules mit Lorbeer bekrönt“, Öl auf Leinwand, um 1705

Auch Ezaias, der mittlere Sohn der Familie, arbeitete vorübergehend in der Werkstatt des Vaters, später ließ er sich als Blumen- und Früchtemaler in Rom nieder. Der jüngste Sohn, Matthäus Terwesten, wurde am 23. Februar 1670 in Den Haag geboren, war also 21 Jahre jünger als sein Bruder Augustin, bei dem er anfangs in die Lehre ging. Als Augustin 1690 nach Berlin übersiedelte, brachte Matthäus mehrere von dessen unfertig zurückgelassenen Arbeiten zu Ende, „zum großen Vergnügen der Besitzer“. Schnell erhielt er auch eigene Aufträge, beschloss aber dennoch 1695 eine Reise nach Rom, um sich dort künstlerisch weiterzubilden. Während eines Zwischenaufenthalts bei seinen Familienangehörigen in Berlin zeichnete er an der Kunstakademie und erhielt darüber auch eine Urkunde. Im Frühjahr 1696 reiste er über Augsburg – wo er vergeblich nach Verwandten seines Vaters suchte –, Florenz und Siena nach Rom. 1697 entstand dort ein umfangreiches Album mit Zeichnungen nach antiken Vorbildern. Für 1698/99 ist wiederum ein Aufenthalt in Berlin belegt – wegen einer Krankheit seiner Mutter war Matthäus dorthin zurückgekehrt. Im Juni 1699 war er wieder in Den Haag, von wichtigen Persönlichkeiten des öffentlichen Lebens erhielt er lohnende Aufträge. Nach nochmaligem kurzen Aufenthalt in Berlin im April 1710, wo er zum Hofmaler und Professor an der Akademie ernannt wurde, kehrte er zurück, um noch im selben Jahr in Den Haag zu heiraten. Mit seiner Frau Theodora hatte er fünf Kinder, zwei von ihnen, Augustin d. J. und Pieter wurden ebenfalls Maler.
Ein besonderer Aspekt war die Zusammenarbeit von Matthäus Terwesten mit ortsansässigen Blumenmalern. Dabei entstanden Deckengemälde, oft aber auch kleine Arbeiten wie Supraporten oder Kaminbilder. Wenn einer der Blumenmaler ohne Auftrag war, malte Terwesten ihm zu Gefallen gelegentlich ein einfaches Hintergrundmotiv – eine Vase mit Draperie oder spielende Putti –, der Spezialist fügte die Blumen hinzu und ließ das fertige Bild zum Kauf anbieten. Signiert wurde eine solche Arbeit, wenn überhaupt, von dem Blumenmaler. Matthäus Terwesten war während seines ganzen Berufslebens in der Zeichenakademie von Den Haag aktiv. Er arbeitete bis ins hohe Alter. Noch 1751, mit 81 Jahren, bekam er den Auftrag für die Ausgestaltung eines Gerichtssaales und führte ihn auch aus. Nach zwei Schlaganfällen starb er am 11. Juni 1757 in Den Haag.
In der Motivwahl und der allgemeinen Durchführung unterschieden sich die Arbeiten der Brüder Terwesten nicht grundlegend. Es gab aber dennoch Unterschiede. Die Bilder von Matthäus waren weniger dramatisch, hatten einen stärker dekorativen Charakter. Auch war seine Farbgebung etwas heller. In der Anwendung der Raumperspektive zeigte er einige Schwächen – die Verhältnisse der Figuren in Vorder- und Hintergrund waren nicht immer stimmig; in diesem Punkt war er seinem Bruder Augustin unterlegen.

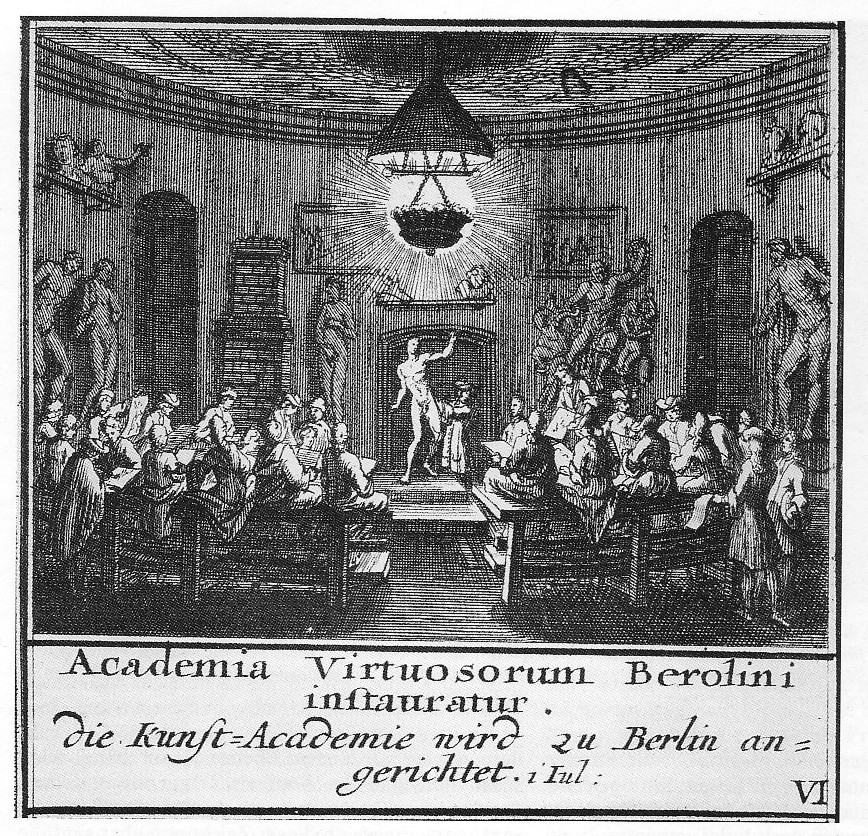
Aktsaal der Kunstakademie Berlin, Kupferstich nach A. Terwesten.
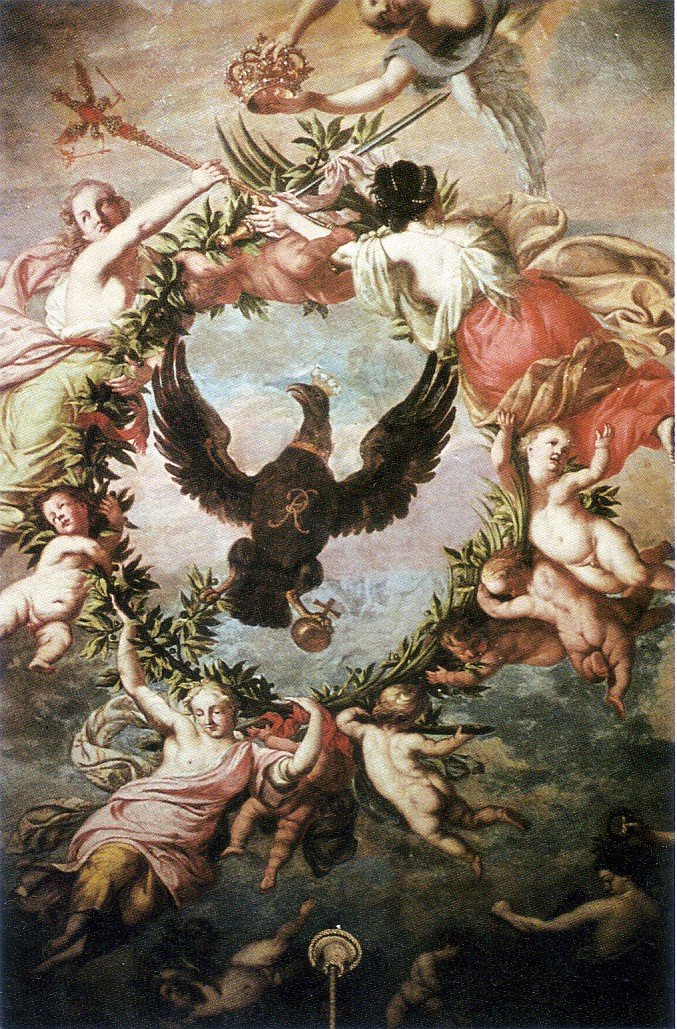
A. Terwesten, „Verherrlichung des preußischen Wappens“ im Stadtschloss Berlin (zerstört). Detail.
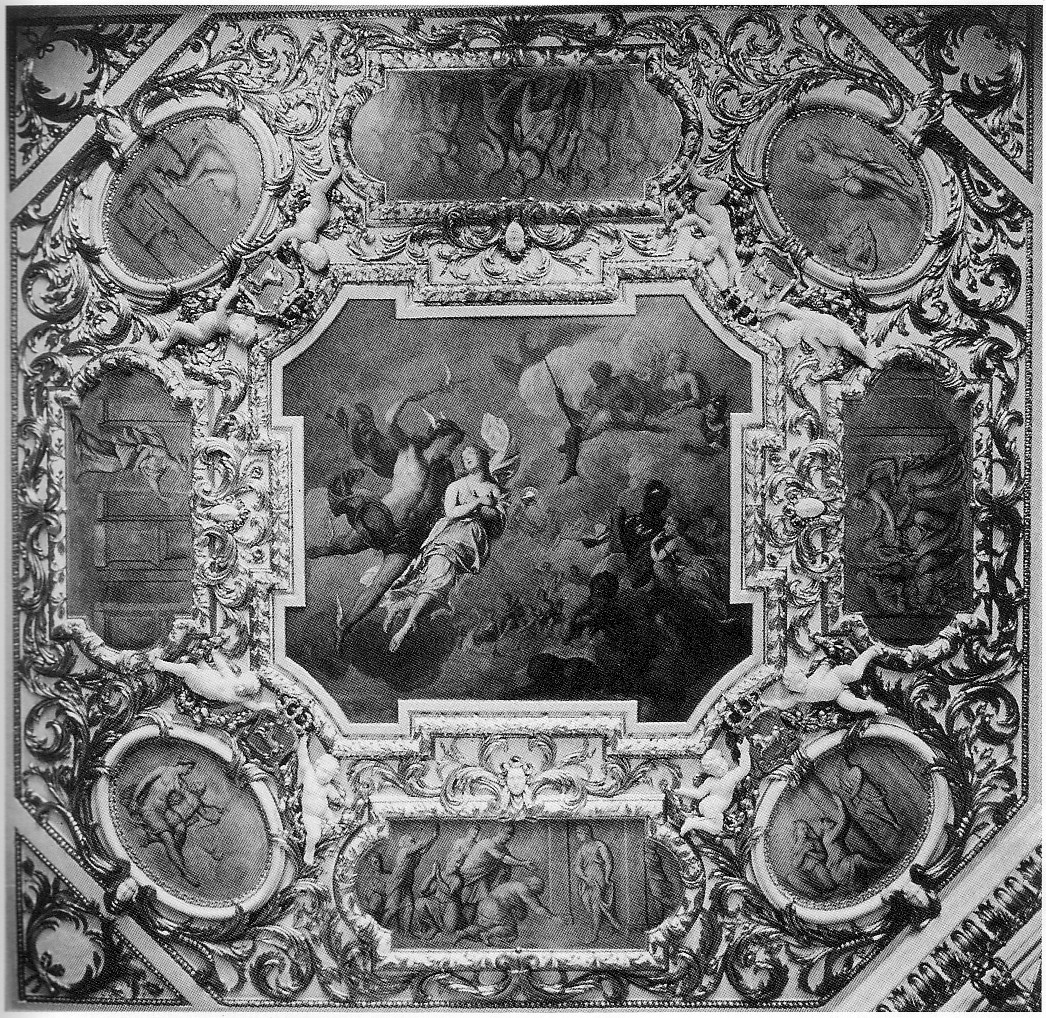
A. Terwesten, Deckenbild im Schloss Charlottenburg (zerstört).
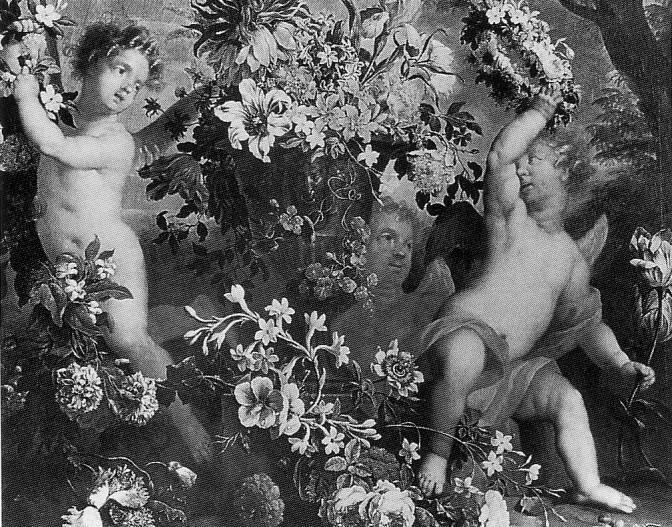
M. Terwesten, Putten in einem Blumenbild (verschollen).